# Mihai Dan
Mihai Dan s-a născut la 17 octombrie 1884 în Apșa de Mijloc, Comitatul Maramureș, în dreapta Tisei, într-o familie de mijlocași. Tatăl făcea parte din neamul lui Gheorghe a Cârsnicului, iar mama a fost preoteasă.
La vârsta de șase ani (1890) a fost dat la școală. A studiat, atât în limba română, cât și în limba maghiară, alături de ceilalți  60-100 de copii, sub îndrumarea unui învățător. Din anul 1892, învățător a fost Bel Petru, unul dintre cei mai buni învățători pe care i-a avut Apșa de Jos.
Mihai Dan a frecventat cursurile școlare până la vârsta de 16 ani, când a obținut atestatul de absolvire a șase clase, „în limba ungurească”. În anul 1904 a rămas orfan de tată, iar în 1906 a fost luat în „cătane” (în armată).
În anul 1907 se căsătorește cu Ileana lui Gheorghe a notărășâții. Odată cu începerea Primului Război Mondial, Mihai Dan a fost mobilizat (la 1 august 1914) și trimis pe frontul din Serbia și Italia până în toamna lui 1918, când devine invalid. În timpul războiului a fost avansat la gradul de caporal și a fost decorat cu Medalia de argint, clasa a II-a.
Referindu-se la participarea la Alba-Iulia, Mihai Dan relata:
„În 27 noiembrie a luat parte la o adunare în Slatina făcută de intelectuali din Sighet: din Apșa de Mijloc – 20 de oameni, din Apșa de Jos – 20 de oameni, din Slatina – 10 oameni și din Biserica Albă – 10 oameni. Ni-au spus că în 1 Decembrie 1918 va fi Mare Adunare la Alba Iulia, unde s-or strânge delegați din tot Ardealul și din toate colțurile unde sunt români și ne vom alipi cătră România, de aceea să tremetem și noi, aceste 4 sate de peste Tisa, 2 delegați. Am fost ales eu și Filip Mihai din Apșa de Jos (…) Apoi în 1919 au venit Românii la noi și au stat 2 ani. În 1921 au venit cehii, și în 1938 am fost sub Ucraina, în 1939 au venit iar ungurii, 1944, în octombrie, au venit rușii.” 
Între anii 1923-1927 a fost primar și jurat la Hust, din 1928 a fost deputat la Rahău, iar în perioada 1941 – 1944 a fost casier la Apșa de Jos, calitate în care a cartografiat hotarul comunei. În 1950 se înscrie în „colhoz” (colectiv).
Mihai Dan a lui Ilieș a lui Dumnezeu s-a stins din viață la data de 2 mai 1968.